# Hemidactylus makolowodei
Espèce
Statut de conservation UICN

 DD  : Données insuffisantes
Hemidactylus makolowodei est une espèce de geckos de la famille des Gekkonidae.

## Répartition
Cette espèce est endémique du Cameroun (Furu-Awa).
Sa présence est incertaine au Nigeria.

## Description
Hemidactylus makolowodei mesure jusqu'à 100 mm, queue non comprise. C'est un insectivore nocturne.

## Étymologie
Cette espèce est nommée en l'honneur de Paul Makolowode.

## Publication originale
- Bauer, Lebreton, Chirio, Ineich & Talla Kouete, 2006 : New species of Hemidactylus (Squamata: Gekkonidae) from Cameroon. African Journal of Herpetology, vol. 55, n. 2, p. 83-93.